# Janette Husárová
Janette Husárová (født 4. juni 1974 i Bratislava, Tjekkoslovakiet) er en kvindelig professionel tennisspiller fra Slovakiet.
Janette Husárová højeste rangering på WTA single rangliste var som nummer 31, hvilket hun opnåede 13. januar 2003. I double er den bedste placering nummer 3, hvilket blev opnået 21. april 2003. 